# Senn von Münsingen (Adelsgeschlecht)

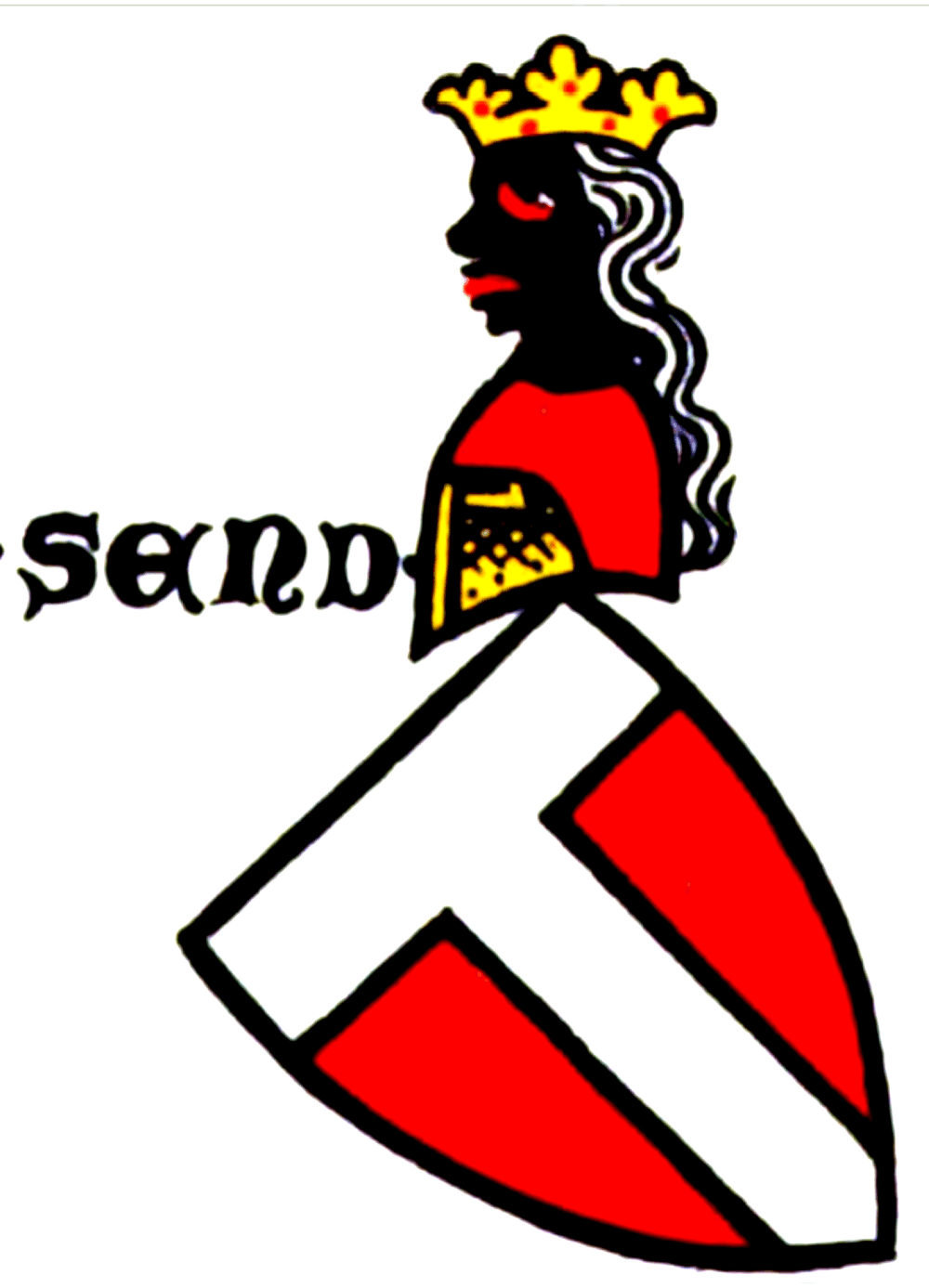
Wappen der Senn in der Zürcher Wappenrolle, Ca. 1340

Die Senn von Münsingen waren eine ritteradelige Familie, die im 13. und 14. Jahrhundert im Berner Aaretal und im vorderen Emmental begütert war. 1347 beerbte die Familie die Grafen von Buchegg auf dem solothurnischen Bucheggberg und im Limpachtal und 1360 erfolgte der Ständeaufstieg zum Freiherrentitel.

## Geschichte
1241 taucht Johannes Senno de Munsingen als erster Vertreter der Familie in einer Urkunde als Zeuge auf. Er war ein Dienstmann der Grafen von Kyburg, von denen er bedeutenden Grundbesitz zu Lehen hatte. Zu den Gütern in Münsingen gehörte möglicherweise auch die Burg und Herrschaft Diessenberg. Von seinen vier Söhnen Konrad, Johann, Peter und Burkhart erbte Konrad die Güter in Münsingen, welche er 1258 erweitern konnte.
Wie sein Vater war er Rat am kyburgischen Hof. 1276 führt er dann Reichsgeschäfte für König Rudolf von Habsburg in Köniz durch und wird 1277 mit seinem Bruder Johann beim Kauf der Stadt Freiburg durch Habsburg als Zeuge genannt. Dieser Wechsel des Dienstherren ist mit dem Aussterben des Hauses Kyburg 1264 zu erklären.
Konrad begleitete Rudolf von Habsburg auf seinem Kriegszug gegen Ottokar von Böhmen und erhielt dafür 1278 weitere Güter in Münsingen und den Zehnten zu Wichtrach.
Als Konrad 1282 starb, erbte sein Sohn Burkhart I. Senn von Münsingen alle Güter und Rechte der Familie. Er heiratete Johanna von Buchegg, die Erbtochter des Grafen Heinrich von Buchegg, Landgraf von Burgund.
Durch sie gelangte Burkhart in Besitz der Burgen Buchegg und Balmegg mit dazugehörenden Gütern.
Wie sein Vater Konrad war Burkhart Gefolgsmann der Habsburger, für die er 1310 bürgte. Durch diese habsburgfreundliche Politik machte er sich die Städte Bern und Solothurn zum Feind, die 1311 seine Burgen Münsingen und Balmegg zerstörten.
1314 versöhnte er sich mit den Städten Bern und Solothurn und verzichtete auf Rache für den erlittenen Schaden. Im Gegenzug erhielt er alle seine Güter und Rechte zurück und durfte die zerstörten Burgen wieder aufbauen. Ausserdem wurde er für fünf Jahre in den Schirm der Stadt Bern genommen. 1316 trat Burkhard I. Senn von Münsingen gar ins Burgerrecht der Stadt Bern ein.
Ein Zweig der Familie liess sich in Oberdiessbach nieder. 1331 soll jungher hans senno, wahrscheinlich ist mit Hans Johann gemeint, den Kirchherr von Oberdiessbach erschlagen haben. Die Freunde des erschlagenen Kirchherren sollen sich daraufhin in der Burg Diessenberg festgesetzt haben, welche die Senn zu Lehen hatten. Die Familie Senn wandte sich an die Stadt Bern, bei welcher sie verburgrechtet war. Daraufhin zog diese mit einer Streitmacht nach Oberdiessbach, belagerte und bestürmte die Burg Diessenberg bis sich die Besatzung ergab.
Von Burkhart I. Söhnen, erhielt Burkhart II. Senn von Münsingen von Kaiser Karl IV. den Freiherrentitel und Johann II. Senn von Münsingen wurde 1335, dank dem hohen geistlichen Einfluss seiner Onkel Hugo II. von Buchegg, Matthias von Buchegg und Berthold von Buchegg, zum Bischof von Basel.
Doch weder das Erbe der Grafschaft Buchegg 1347, noch der Ständeaufstieg zum Freiherrentitel vermochte die Existenz der Familie zu retten. Weil Johann II., Diebold, Franz und Konrad II. im geistlichen Stand waren und Burkhart II. kinderlos starb, erlosch das Geschlecht der Senn von Münsingen. Ihre Schwester Elisabeth Senn von Münsingen heiratete Henmann von Bechburg, mit welchem sie 1377 die Besitztümer ihrer Familie in Münsingen für 1500 Gulden an die drei Bernburger Johann und Ulrich von Buch und Peter Niesso verkaufte.

Wappen der Familie Senn von Münsingen, heutiges Wappen von Münsingen

## Personen

### Familie Senn von Münsingen
1. Johann I. Senn von Münsingen (erw. 1241)
  1. Konrad I. Senn von Münsingen (erw. 1258; † 1282), Sohn von Johann I.
    1. Burkhard I. Senn von Münsingen (erw. 1308; † vor 13. September 1337), Sohn von Konrad I., Ritter, ⚭ Johanna von Buchegg († vor 19. März 1338), Erbtochter
      1. Johann II. Senn von Münsingen (ca. 1308; † 30. Juni 1365 in Basel, beigesetzt im Münster), Sohn von Burkhart I.
      2. Konrad II. Senn von Münsingen (erw. 1337; † vor 10. Juni 1365), Sohn von Konrad I., Propst von Moutier-Grandval (1349–1356)
      3. Burkhard II. Senn von Münsingen (erw. 1337; † nach 13. Januar 1373), ab 1360 Freiherr von Buchegg ⚭ Agnes von Baden-Hachberg († um 1405), Tochter von Markgraf Rudolf II. von Hachberg-Sausenberg (* 1301; † 1352) und von Gräfin Katharina von Thierstein († 21. März 1385)
        1. Elisabeth (III.) von Buchegg (erw. 1365–1418) ⚭ 1. Henmann von Bechburg, (erw. 1371; † 15. November 1386 in der Schlacht bei Sempach), Ritter; ⚭ 2. nach 1418 mit Hans genannt Schulthess von Grünenberg (erw. 1406–1418), Junker und «zu Solothurn gesessen»[5]

  2. Johann Senn von Münsingen (erw. 1277), Sohn von Johann I.
  3. Burkhard Senn von Münsingen, Sohn von Johann I.

### Seitenzweig in Oberdiessbach
1. Werner Senn von Münsingen (erw. 1325–1345), Ritter
  1. Johann Senn von Münsingen (erw. 1345), Sohn von Werner
  2. Ulrich Senn von Münsingen (erw. 1345), Sohn von Werner
  3. Peter Senn von Münsingen (erw. 1345), Sohn von Werner
  4. Anna Senn von Münsingen (erw. 1345–1402)[6][7], Tochter von Werner, ⚭ Jost Rich (erw. 1345–1402), Ritter und Schultheiss von Solothurn, Sohn von Ritter Ulrich dem Reichen

### Weitere Personen
- Peter Senn von Münsingen, (erw. 1300)
- Hartmann Senn von Münsingen, (erw. 1323–1331)[8][9]
- Diebold Senn von Münsingen, Propst von Moutier-Grandval (1359–1370)
- Franz Senn von Münsingen (erw. 1364; † 1398), Freiherr von Buchegg, Komtur von Köniz und Beuggen
- Anton Senn von Münsingen (erw. 1370), Edelknecht
- Margareta Senn von Münsingen (gest. 1379), Äbtissin im Benediktinerinnenkloster Niedermünster im Elsass